# Ефуа Доркеноо
Ефуа Доркеноо (англ. Efua Dorkenoo; 6 вересня 1949, Кейп-Кост, Гана — 18 жовтня 2014, Лондон, Великий Лондон) — британська медсестра ганського походження, активістка руху за права жінок, борець за заборону практики жіночого обрізання. У 2013 році визнана однією зі 100 видатних жінок за версією «BBC». Офіцер Ордену Британської імперії.

## Життєпис

### Молоді роки та навчання
Ефуа Доркеноо народилася 6 вересня 1949 року в Кейп-Кості в сім'ї Джона та Маріан Елліот-Йорк. Будучи однією з 11 дітей, вона виросла у кампусі Адісадельського коледжу, де її батько працював лікарем. Навчалась у  Середній школі Веслі для дівчаток. У 19-річному віці для здобуття освіти переїхала до Лондона і почала працювати у різних лікарнях, у тому числі у Королівському вільному госпіталі, де зіткнулася з наслідками нелюдської практики жіночого обрізання, коли приймала пологи. Врешті-решт вона отримала освітній ступінь магістра в галузі охорони здоров'я Лондонської школи гігієни та тропічної медицини у Лондонському міському університеті і опублікувала одну з перших доповідей про практику обрізання, що зробило її відомою та успішною. Після цього вона зіткнулася з погрозами з боку релігійних груп, навіть більшими, ніж висловлені британському письменнику Салману Рушді.

### Громадська діяльність
У 1983 році Ефуа Доркеноо заснувала фонд «Foundation for Women's Health, Research and Development» (FORWARD) — неурядову організацію, що надає підтримку жінкам, які зазнали обрізання і намагаються боротися з цією практикою. Через два роки жіноче обрізання було законодавчо заборонено у Великій Британії. Пізніше Ефуа була обрана директором програми The Girl Generation: Together To End FGM, радником у правозахисній організації Equality Now". Потім з 1995 по 2001 рік — виконуючим обов'язки директора відділу з охорони здоров'я жінок у Всесвітній організації охорони здоров'я в Женеві, займаючись координацією плану дій з міністерствами охорони здоров'я африканських країн: Буркіна-Фасо, Гани, Камеруна, Кенії, Сомалі та Судану.
В 1994 році Доркеноо написала книгу «Cutting the Rose: Female Genital Mutilation», в якій описала психологічні та медичні наслідки обрізання жінок, що згодом емігрували в європейські країни. У 2002 році за рішенням міжнародного журі книга була визнана однією зі 100 найкращих африканських книг XX століття. У 2000 році Доркеноо спільно з Глорією Стайнем здобула міжнародну нагороду в галузі прав людини «Equality Now». За результатами діяльності Ефуа Доркеноо, в 2012 році обрізання було заборонено резолюцією ООН. У 2012 році вона стала почесним старшим науковим співробітником Школи наук про здоров'я Лондонського міського університету. У 2013 році була названа однією зі 100 видатних жінок за версією BBC. У тому ж році уряд Великої Британії виділив великі кошти на боротьбу з обрізанням, директором нової програми була призначена Доркеноо. У лютому 2014 року вона була призначена старшим радником в організації Equality Now. 10 жовтня в Лондоні та Найробі була запущена програма The Girl Generation: Together To End FGM, спрямована на викорінення практики обрізання, директором якої стала Доркеноо.

### Смерть
Ефуа Доркеноо померла 18 жовтня 2014 року від раку на 66-му році життя в лікарні в Лондоні. Міністр охорони здоров'я Великої Британії Джейн Еллісон написала: «Ми втратили матір руху та улюблене натхнення для багатьох із нас. Але нею були благословенні покоління дівчаток». Лідер ліберал-демократів Нік Клегг описав її як «по-справжньому надихаючого борця за права жінок», пообіцявши «поважати роботу всього її життя».

## Особисте життя
Чоловік — Фредді Грін, два сини — Кобіна і Ебоу, два пасинки: Гелвін і Янік, падчерка Фаммі, та її онук Кассіус.
Була близьким другом Глорії Стайнем та Еліс Волкер. Серед своїх друзів та колег Ефуа Доркеноо була відома як «Мама Ефуа».

## Нагороди
У 1994 році Ефуа Доркеноо була зведена королевою Єлизаветою II у звання Офіцера Ордену Британської імперії на знак визнання її агітаційної роботи проти операцій, що калічать.